# Орландо (фильм)
«Орландо» (англ. Orlando) — британский драматический кинофильм 1992 года. Экранизация одноименного романа Вирджинии Вулф 1928 года.
Главные роли исполнили Тильда Суинтон, Билли Зейн и Квентин Крисп.
Сценаристом и режиссёром выступила Салли Поттер.
Премьера фильма состоялась на 49-м Венецианском международном кинофестивале, а в августе 2010 года была переиздана в некоторых кинотеатрах США. Фильм был номинирован на премию «Оскар» за лучшую работу художника-постановщика в 1994 году.

## Сюжет
Фильм разделён на семь смысловых частей — Смерть, Любовь, Поэзия, Политика, Общество, Секс и Рождение — и охватывает период в 350 лет. Первую половину этого срока Орландо проживает мужчиной, а вторую — женщиной.
Первая часть и история Орландо начинаются в эпоху королевы Елизаветы I, которая благоволит миловидному шестнадцатилетнему юноше и делает его своим фаворитом. На смертном одре она жалует ему значительное состояние, а взамен просит не увядать и оставаться вечно молодым. Вторая часть описывает историю первого сильного чувства Орландо — любви к дочери русского посла Саше, с которой он познакомился, катаясь на коньках по скованной льдом Темзе во время Великих морозов 1607 года. Но Саша предаёт чувства Орландо, и, разочаровавшись в женщинах, он удаляется в своё поместье, где засыпает беспробудным сном на целую неделю. Проснувшись, Орландо находит новое увлечение — поэзию, — и выписывает из Лондона известного поэта, чтобы беседовать с ним об искусстве, однако тот тоже не оправдывает его ожиданий.
Расставшись с очередными иллюзиями, Орландо отправляется с посольством в Константинополь — так начинается четвёртая часть фильма. Он делает политическую карьеру, но, однажды заснув, просыпается существом иного пола. Теперь женщина, Орландо возвращается в Англию, где за время её отсутствия наступила эпоха Просвещения. Она входит в высшее общество, посещает салоны, но пресыщается и этим занятием. Покончив с обществом, Орландо знакомится с Мармадьюком Шелмердином, влюбляется в него и открывает для себя секс. Уже в начале XX века Орландо становится матерью и писательницей — и это становится финалом картины.

## В ролях
- Тильда Суинтон — Орландо
- Квентин Крисп — Елизавета I
- Билли Зейн — Мармадьюк Шелмердин
- Шарлотта Валандре (англ.) — принцесса Саша
- Джон Вуд — эрцгерцог Гарри
- Дадли Саттон — Яков I
- Том Хоффман — Вильгельм III
- Сара Крауден — Мария II
- Тоби Стивенс — Отелло
- Олег Погудин — Дездемона
- Виктор Степанов — русский посол
- Джимми Самервилл — ангел, певец в лодке
- Александр Медведев — русский моряк
- Джон Ботт — отец Орландо
- Элейн Бэнхэм — мать Орландо
- Анна Фарнворт — Клоринда
- Сара Мэр-Томас — Фавилла
- Анна Хили — Евфросиния
- Саймон Расселл Бил — граф Морей
- Мэтью Сим — лорд Фрэнсис Вере
- Хиткот Уильямс — Ник Грин/Издатель
- Лотэр Блюто — Хан

## Саундтрек
В фильме использованы следующие песни:
1. Джимми Самервилл — «Eliza Is the Fairest Queen» (автор Эдвард Джонсон)
2. Эндрю Уоттс с Питером Хейвордом на клавесине — «Where’er You Walk» (из Семелы; написано Георгом Фридрихом Генделем)
3. Джимми Самервилл — «Coming» (созданная Салли Поттер, Джимми Самервиллем и Дэвидом Моушном)
4. Анонимно — «Pavana»

## Поэзия
Части следующих текстов используются в фильме:
- «Королева фей» — Эдмунд Спенсер;
- «Отелло» и 29-й сонет Шекспира;
- «Женщины» («Сурат ан-Нисах») из Корана;
- Индийская Серенада и «Восстание Ислама» — Перси Биши Шелли;

## Производство
Когда впервые в 1984 году появилась идея этого фильма, Поттер сказала «профессионалам», что эта история «невероятна, невозможна, слишком дорога и, в любом случае, неинтересна». Тем не менее, в 1988 году она начала писать сценарий и собирать деньги.

### Кастинг
Поттер увидела Тильду Суинтон в пьесе Манфреда Карджа «Человек человеку» и сказала, что у актрисы была «глубокая тонкость в том, как она восприняла мужской язык тела и справилась с мужественностью и женственностью одновременно». По словам Поттер, Квентин Крисп был «Королевой королев, особенно, в контексте политики Вирджинии Вулф по изменению пола» и, таким образом, подходил для съёмок в возрасте королевы Елизаветы.

## Критика
Винсент Кэнби написал в весьма позитивном обзоре: «Это восхитительное и остроумное зрелище проникает в разум, глаза ослеплены, даже не подвергшись анестезии. В „Орландо“ мисс Поттер, как и у Вульф, есть пронзительный вид здравого смысла и радости, которые, так редки в наши дни в любой среде, они создают свой собственный кинематографический удивительный смех. Орландо вполне мог бы стать классикой совершенно особенного вида — возможно, не мейнстримом — но моделью для независимых режиссеров, которые следуют своим собственным иррациональным размышлениям, иногда двигаясь к безмятежной безвестности, иногда к славе».
Кэнби, однако, предупредил, что, хотя роман интересен сам по себе, он не был уверен, что фильм будет таким же. Он писал: «Достижение Поттер состоит в том, чтобы перевести на фильм что-то из широкого спектра замечательных интересов Вульф, не только в языке и литературе, но также в истории, природе, погоде, животных, отношении полов и самой природе пола».
На сайте Rotten Tomatoes фильм имеет рейтинг 84 %, на основе 56 рецензий критиков, со средней оценкой 6,72 из 10.